# Hate, Dominate, Congregate, Eliminate
Hate, Dominate, Congregate, Eliminate es el tercer álbum de estudio de la banda de death metal sueca The Project Hate MCMXCIX, lanzado el 25 de agosto de 2003. Fue producido por Lord K. Philipson, Petter S. Freed y Mieszko Talarczyk. Es el primer álbum con Jonna Enckell como vocalista, reemplazando a Mia Ståhl. Al principio los miembros de la banda no sabían cómo se iba a titular el álbum, por lo que Lord K. comenzó a preguntar en diferentes foros en busca de inspiración hasta que por fin consiguió el título, proporcionado por un canadiense de nombre Derek. Lord K. cambió la última palabra del título, quedando por fin Hate, Dominate, Congregate, Eliminate.

## Lista de canciones
1. Hate - 9:05
2. Nailed - 7:10
3. Dominate - 8:40
4. Deviate - 8:41
5. Congregate - 7:30
6. Burn - 12:23
7. Eliminate - 8:35
8. Weep - 7:28

## Integrantes
- Lord K. Philipson - segunda voz, guitarra, bajo, teclados, programación y batería
- Jörgen Sandström - voz
- Jonna Enckell - voz
- Peter S. Freed - guitarra

Invitados
- Emperor Magus Caligula (Dark Funeral) - segunda voz en todo el álbum
- Rickard Alriksson (Nasum) - segunda voz en todo el álbum
- Petter S. Freed (2 Ton Predator) - segunda voz en todo el álbum